# Спенсър (окръг, Кентъки)
Окръг Спенсър (на английски: Spencer County) е окръг в щата Кентъки, Съединени американски щати. Площта му е 497 km², а населението - 17 061 души (2010). Административен център е град Тейлърсвил.